# Scala naturæ

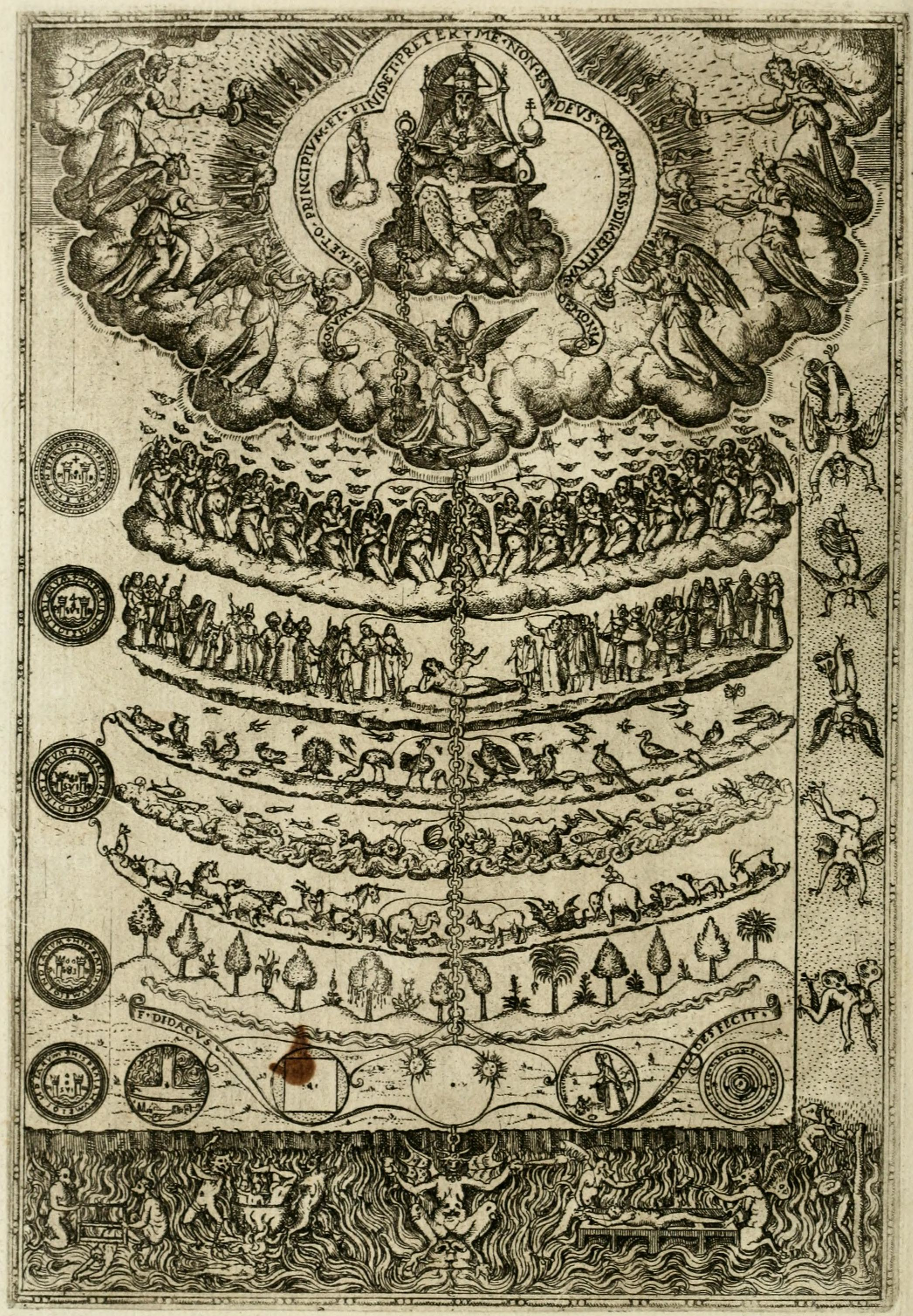
Dessin de la scala naturæ par Didacus Valades, Rhetorica Christiana (1579).

La scala naturæ (terme signifiant littéralement  « l'échelle de la nature » mais souvent traduit par « chaîne des êtres » ou « grande chaîne de la vie ») est une conception classique de l'ordre de l'univers, qui distingue le monde minéral du monde vivant et classe les organismes de ce dernier du plus simple au plus complexe, et dont la principale caractéristique est une organisation linéaire entre les niveaux.
L'idée de ce type d'échelle qui consiste à étager tout le vivant selon un axe linéaire de propriétés cumulées remonte à Démocrite et à Platon, mais c'est Aristote qui la formalise, donnant une puissante impulsion au scalisme, conception linéaire de l'organisation du vivant, alors que selon Bernard Balan, c'est exactement le contraire, sa classification naturelle n'est pas sérielle (relatif à une série, à une suite de choses), elle est catégorielle (qui relève d'une catégorie).[pas clair],. Ce scalisme, d'abord fixiste, prend un sens résolument théologique au Moyen Âge et à la Renaissance. À partir de 1745, quasiment toute l'Europe intellectuelle admet le principe de l'échelle de la Nature, au point que le philosophe naturaliste Jean-Baptiste-René Robinet s'en sert pour affirmer la supériorité de la race blanche sur le reste de l'espèce humaine. Dans le dernier tiers du XVIIIe siècle se développent des arbres de vie qui sont en fait un mélange d'arbre et d'échelle mitigée de phénéticisme. L'arbre phylogénétique publié en 1859 dans L'Origine des espèces de Darwin remet en cause ce scalisme en développant l'idée d'évolution biologique mais cette pensée hiérarchique et scaliste persiste aujourd'hui.

## Historique
Amorcée par Démocrite, Platon, exposée par Aristote dans son VIIIe livre de l'Histoire des animaux ou par Plotin, cette conception d'une « échelle des êtres » est formalisée plus tard sous le nom de scala naturæ et est en usage dès le Moyen Âge, dans une dimension théologique, à l'image de L'Échelle sainte. « La victoire du christianisme occidental sur le paganisme — la plus grande révolution psychique de notre culture — consacre » alors selon l'historien médiéviste  White « la séparation et la supériorité de l'homme vis-à-vis de la nature. Supériorité qui se confond avec une hostilité déclarée à l’égard de la végétation et le plus grand mépris envers les animaux ».
Relayée par des savants européens comme Copernic, elle est particulièrement en vogue à l'époque de la Renaissance qui voit cependant émerger des tentatives de classifications hiérarchiques non linéaires. Andrea Cesalpino propose dans son ouvrage De plantis libri XVI (1583) une nouvelle classification inspirée de Théophraste, où les végétaux sont regroupés dans différentes classes. Linné fait de même dans son Systema naturae (1735) mais reste imprégné par cette chaîne des êtres, classant le monde naturel selon trois niveaux de hiérarchie, le règne minéral, végétal et animal. Le projet de classification linnéenne qui représentera un modèle pour plusieurs générations de naturalistes a d'ailleurs failli avorter en raison du principe de continuité sous-tendu par cette échelle des êtres. Cette scala naturae est en effet réactualisée avec force au XVIIIe siècle par Leibniz (avec son principe de plénitude qui acquiert une importance centrale au sein de la théodicée) ou Charles Bonnet (qui introduit à la base les quatre éléments), et marque encore la pensée de Lamarck, père de la théorie transformiste. 
Certains spécialistes ont voulu voir une similitude entre cette chaîne des êtres et la chaîne alimentaire ou l'arbre phylogénétique de Darwin mais cette similitude n'est qu'accidentelle. Cependant, le concept de chaînon manquant, formulé en 1851 par le géologue anglais Charles Lyell dans son Manuel de Géologie élémentaire, est une métaphore qui évoque cette échelle des êtres. 
Cette doctrine, marquée par sa dimension téléologique et anthropocentrique, n'a pas totalement disparu aujourd'hui. Des classifications classiques continuent de maintenir des grades sur des critères anthropocentriques ou hiérarchiques et l'opinion populaire considère parfois encore que chaque espèce occupe une place précise au sein d'une hiérarchie fondée sur le degré de complexité et que la spécificité humaine est qualitativement supérieure à celle des autres organismes. Si l'échelle statique des médiévaux a aujourd'hui cédé la place au modèle de l'arbre phylogénétique buissonnant, l'anthropocentrisme continue ainsi d'opérer : bien que toutes les choses de l'univers (minéraux, végétaux, animaux) sont considérées comme patrimoine commun de l’humanité, le monde minéral et végétal est toujours perçu comme inférieur aux animaux, et ces derniers soumis à la considération humaine bien qu'ils sont de plus en plus abordés comme sujet (développement des droits des animaux). L’incapacité à reconnaître l’importance des sols, des roches et des plantes dans la biosphère et les affaires humaines caractérise l'idée de « geologic and plant blindness » (indifférence pour les objets géologiques et les plantes). Enfin, des appellations comme « animaux primitifs », « invertébrés » « vertébrés inférieurs et supérieurs », « plantes supérieures » véhiculent encore selon certains auteurs la notion d’une échelle des êtres, allant du simple au complexe alors que l’évolution n’a pas de sens et peut simplifier,.

## La classification du monde selon la scala naturæ
La scala naturæ est composée d'un grand nombre de liens hiérarchiques, des éléments les plus fondamentaux et simples jusqu'à la plus haute perfection, Dieu.

### Classification centrale
Dans l'ordre naturel, la terre (rochers) est à la base de la chaîne ; ces éléments ne possèdent que l'attribut de l'existence. En montant d'un niveau, on garde les acquis des niveaux inférieurs, tout en ajoutant au moins un nouvel attribut positif ; au niveau supérieur, les plantes, possèdent la vie et l'existence. Les animaux possèdent non seulement le mouvement, mais aussi l'appétit. Dans L'Encyclopédie du savoir relatif et absolu, Bernard Werber assimile les niveaux de conscience a des chiffres allant de 1 à 7 en reprenant la symbolique des chiffres indiens.
| L'Humanité (4 et 5) |

| Le monde animal (3) |

| Le monde végétal (2) |

| Le monde minéral (1) |

Dieu, et les anges sous lui, existent sous forme d'esprits, assis en haut de la chaîne, et s'opposent à la chair terrestre, faillible et mutable. En effet, l'esprit reste inchangé et permanent. La notion de permanence est cruciale pour comprendre cette conception de la réalité : on n'abandonne pas sa place dans la chaîne pour gagner un autre niveau. C'est non seulement impensable, mais généralement impossible (une roche ne devient pas une plante, comme un homme ne peut devenir un ange). Une exception peut être cependant faite en alchimie, où les alchimistes tentent de transformer des éléments de base, comme le plomb en des éléments supérieurs comme l'argent ou plus souvent l'or, l'élément le plus élevé.

### Subdivisions

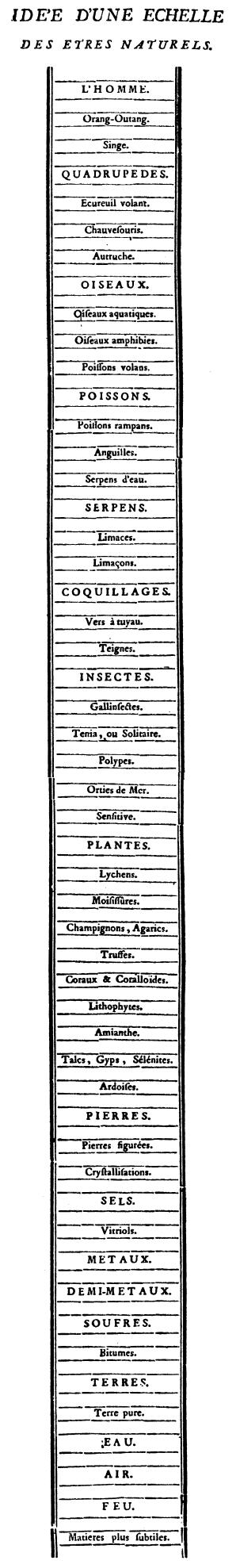
« Échelle des êtres » de Charles Bonnet, 1745.

#### Lesanges
Les anges par exemple sont divisés et classés, après les travaux du théologien Pseudo-Denys l'Aréopagite, en archanges, séraphins, et chérubins entre autres.

#### Leshommes
Dans la société féodale médiévale, le roi est au sommet de la chaîne, suivi par les seigneurs puis finalement les paysans en dessous d'eux. La position du roi au sommet de l'ordre social de l'humanité est consolidée par la doctrine du roi de Droit divin. 
Dans la famille, le père est au sommet de la maisonnée, suivi par sa femme et finalement leurs enfants. Les enfants eux-mêmes peuvent être divisés, les garçons situés au-dessus des filles.

#### Les animaux
Les animaux peuvent aussi être subdivisés. À leur tête, les animaux sauvages, qui sont si supérieurs aux autres qu'ils ne peuvent être entraînés ni domestiqués. En dessous d'eux, les animaux domestiques, eux-mêmes divisés en animaux utiles (chiens ou chevaux) supérieurs aux créatures dociles comme les moutons. Les oiseaux sont également subdivisés, les aigles étant par exemple supérieurs aux pigeons. Les poissons viennent en dessous des oiseaux, et sont subdivisés entre poissons volants et poissons rampants, créatures marines abhorrées, citées dans la Bible. En dessous, les insectes, avec des insectes utiles, comme les araignées[réf. nécessaire] ou les abeilles, ainsi que les jolies créatures, comme les coccinelles ou les libellules au sommet et les insectes désagréables comme les mouches ou les scarabées en dessous. À la base du secteur des animaux, Aristote place les vers de terre tandis qu'au Moyen Âge on retrouve les serpents, relégués à cette position par punition pour le rôle joué dans le péché originel au Jardin d'Eden.

#### Lesplantes
En dessous des animaux, vient la division des plantes, elles-mêmes subdivisées. Les arbres sont au sommet, avec des arbres utiles comme le chêne tout en haut. Les plantes comestibles comme les céréales et les légumes sont elles aussi subdivisées : au plus bas, les mousses et champignons méprisés ; les légumes souterrains, aliments non nobles selon la conception occidentale, sont des plantes de mortification alimentaire ou de pénitence ; les légumes poussant au ras du sol ont quelques vertus alimentaires et médicinales.

#### Lemonde minéral
À la base de la chaîne on retrouve les minéraux. Au sommet de cette section, on retrouve les métaux (eux-mêmes subdivisés avec l'or à leur tête), les roches (avec le granit et le marbre au sommet), le sol (subdivisé en sols riches en nutriments et en sols pauvres), sable, graviers, poussière, et déchets. Cette scala naturæ est encore évoquée aujourd'hui dans l'expression française « plus bas que terre » (correspondant à l'insulte « lower than dirt » en langue anglaise).

## Philosophie de la scala naturæ
L'homme possède une place particulière dans cette conception. Il possède une chair mortelle, comme les niveaux inférieurs, mais aussi un esprit. Dans cette dichotomie, la lutte entre la chair et l'esprit devient une lutte morale. La voie spirituelle est supérieure, plus noble, et rapproche de Dieu. Les désirs de la chair font chuter d'un étage, vers la bestialité. La chute de Lucifer, reportée dans la religion chrétienne, est particulièrement terrible, parce que cet ange, entièrement fait d'esprit, défia Dieu, l'ultime perfection.